# گولیام ایزوور (استان لووچ)
گولیام ایزوور (به بلغاری: Golyam Izvor) یک منطقهٔ مسکونی در بلغارستان است که در شهرستان تتون، بلغارستان واقع شده‌است.